# Pascal Meunier
Pascal Meunier (ur. 19 marca 1953 w Maubeuge) – francuski dyplomata, ambasador w Azerbejdżanie i w Gruzji.

## Życiorys
Pascal Meunier ukończył studia w Instytucie Nauk Politycznych w Paryżu (Sciences Po) i w Narodowym Instytucie Języków Orientalnych i Cywilizacji (filologia rosyjska i filologia japońska). Pascal Meunier rozpoczął pracę w Ministerstwie Spraw Zagranicznych w 1973 roku.
Po służbie we francuskich ambasadach w Tokio (1974-1977), Pradze (1977-1980), Sztokholmie (1980-1982) i Warszawie (1985-1988 - był Chargé d’affaires) zajmował różne stanowiska w Quai d’Orsay, w tym w Departamencie Europy i w Departamencie Azji i Oceanii.
Po pracy w Ministerstwie Przemysłu jako szef Spraw Międzynarodowych w Departamencie Ropy Naftowej i w Ministerstwie Gospodarki i Finansów, gdzie był doradcą dyplomatycznym Bruno Durieux, Ministra Handlu Zagranicznego, Pascal Meunier został delegowany do Thomson-CSF (obecnie Thales) w 1993 r. jako Dyrektor finansowania zagranicznego.
W 1996 roku został dyrektorem dla międzynarodowych sprawach finansowych Thales Group i dyrektor do spraw stosunków grupy z organizacjami i instytucjami europejskimi. Został następnie Dyrektorem Rozwoju Międzynarodowego i Stosunków Instytucjonalnych i wiceprezesem. Jest członkiem zarządu EuroDéfense Francji.
W dniu 7 marca 2012 roku został mianowany ambasadorem Francji w Azerbejdżanie.
W dniu 1 marca 2016 roku został mianowany ambasadorem Francji w Gruzji.
Przeszedł na emeryturę w sierpniu 2019 r..